# Teresa Orlowski
Teresa Orlowski, narozená jako Teresa Orłowska (* 29. července 1953, Wroclaw, Polsko), je bývalá herečka a současná producentka filmů pro dospělé v Německu.

## Kariéra
V roce 1983, když bylo Terese Orlowski 30 let, se objevila v prvním porno filmu Go For It. Pracovala s německým porno producentem Hansem Moserem a vydávala video skrze své vlastní studio VTO (Verlag Teresa Orlowski). Byla to první firma v oboru řízená ženou. V roce 1988 přestala vystupovat ve filmech pro dospělé, ale pokračuje ve vedení VTO.

## Osobní život
Narodila se ve Vratislavi, s rodinou se přestěhovala do Krakova, když jí byl rok. Má dva bratry. V létě roku 1979 emigrovala do Německa (oblasti Ruhr). Chvíli pracovala jako servírka a kontrolorka masa.
V roce 1981 potkala porno fotografa a producenta Hanse Mosera, který se stal jejím manželem (rozvedli se v roce 1989). Pár se vzal při obřadu v Las Vegas roku 1982.
V roce 2005, po mnoha finančních problémech, skončila činnost poslední firmy New Age communication. Orlowski nechtěla učinit prohlášení pod přísahou o nekrytých úvěrových účtech a opustila Německo. Žije teď v Marbelle ve Španělsku. Pokud by se vrátila zpět do Německa, byla by zatčena.

## Filmografie
- Bizarre Life of Madame X (1981)
- Go For It (1983)(Never Say No)
- Foxy Lady (1985) (aka Teresa Superstar)
- Foxy Lady 2 (1985)(aka Les Folies De Teresa)
- Foxy Lady 3 (1985)
- Teresa The Woman Who Loves Men (1985)
- Foxy Lady 4 (1986)
- Foxy Lady 5 (1986)
- Foxy Lady 6 (1986)
- Foxy Lady 7 (1986) (aka Teresa et L`etalon noir)
- The Girls of Foxy Lady No 1 (1986)
- The Girls of Foxy Lady No 2 (1986)
- Foxy Lady 8 (1987)
- Lady Domina (1987)
- The Girls of Foxy Lady No 3 (1987)
- Foxy Lady 9 (1988)
- Teresa The Woman Who Loves Men Part Two (1988)
- Foxy Lady 10 (1988)
- Foxy Lady 11 (1988)
- Foxy Lady 12 (1988)
- The Girls of Foxy Lady No 4 (1988)
- The Girls of Foxy Lady No 5 (1989)

Také vystoupila ve videoklipu "Bitte, bitte" od Die Ärzte (1989)